# 王恺 (元朝)
王恺（1317年—1362年），字用和，当涂（今安徽省当涂县）人。
王恺通经史，开始作为元朝府吏。朱元璋克太平，召他作为掾属。跟随朱元璋攻下京口，安定新附百姓。中书省设立后，朱元璋以王恺为都事。杭州苗军数万归降，待命在严州境内。王恺前往驰谕。朱元璋攻克衢州，命他总制军民事。王恺增修城池，设置游击军，登籍丁壮，得到一万余人。常遇春屯兵在金华，他的部将扰民，王恺抓住他在集市上鞭打他。常遇春责备王恺，王恺说：“民是国之根本，责打一个部将而使民众安定，是将军乐於听到的。”常遇春于是向王恺道歉。当时饥荒瘟疫相连，王恺开仓放粮，设立惠济局，救人无数。学校毁坏，在衢州的孔氏南宗孔子家庙，都被他重修一新。设博士弟子员，士人高兴佩服。
开化马宣、江山杨明作乱，先后被他讨伐擒获。官至左司郎中，辅佐胡大海镇守金华。苗军作乱，杀害胡大海。苗军首领多敬佩王恺，想要拥立他向西走。王恺正色表示不能从贼。遂和他的儿子行一起被杀。时年四十六岁。明朝建立后，赠奉直大夫、飞骑尉，追封当涂县男。